# Chi Ba đậu
Chi Ba đậu (danh pháp hai phần: Croton) là một chi thực vật có hoa thuộc Họ Thầu dầu, chi này được Carl Linnaeus thiết lập hợp lệ năm 1753. Tuy nhiên, từ trước khi hình thành khái niệm danh pháp hai phần thì Georg Eberhard Rumphius (1627-1702) đã mô tả và giới thiệu một số loài trong chi này cho những người châu Âu. Loài được biết nhiều nhất của chi này có lẽ là Croton tiglium, một cây bản địa Đông Nam Á. Loài này đã được sử dụng làm thuốc.
Dầu ba đậu đã được sử dụng trong Trung y để điều trị táo bón nghiêm trọng do hạt của cây có thể gây ra tiêu chảy.
Vỏ Cascarilla (C. eluteria) được sử dụng làm hương liệu cho các loại rượu Campari và Vermouth.

## Từ nguyên
Danh từ Croton có nguồn gốc từ tiếng Hy Lạp cổ κροτών (kroˈton), nghĩa đen là ve (Ixodes ricinus), vì sự tương tự về hình dáng hạt của một số loài với hình dáng loài ve bét ký sinh này.

## Trước kia đã được đặt vào chi này
| - Acalypha chamaedrifolia (Lam.) Müll.Arg. (tên C. chamaedrifolius Lam.) - Astraea lobata (L.) Klotzsch (tên C. lobatus L.) - Caperonia palustris (L.) A.St.-Hil. (tên C. palustris L.) - Chrozophora plicata (Vahl) A.Juss. ex Spreng. (tên C. plicatus Vahl) - Claoxylon indicum (Reinw. ex Blume) Hassk. (tên C. polot Burm.f.) - Codiaeum variegatum (L.) A.Juss. (tên C. variegatus L.) - Homalanthus nutans (G.Forst.) Guill. (tên C. nutans G.Forst.) | - Macaranga grandifolia (Blanco) Merr. (tên C. grandifolius Blanco) - Mallotus japonicus (L.f.) Müll.Arg. (tên C. japonicus L.f.) - Mallotus philippensis (Lam.) Müll.Arg. (tên C. philippensis Lam.) - Mallotus repandus (Rottler ex Willd.) Müll.Arg. (as C. repandus Rottler ex Willd.) - Savia sessiliflora (Sw.) Willd. (tên C. sessiliflorus Sw.) - Terminalia bentzoe (L.) L.f. (tên C. bentzoe L.) - Triadica sebifera (L.) Small (tên C. sebifer L.) |